# Galianthe chodatiana
Galianthe chodatiana är en måreväxtart som först beskrevs av Paul Carpenter Standley, och fick sitt nu gällande namn av Elsa Leonor Cabral. Galianthe chodatiana ingår i släktet Galianthe och familjen måreväxter. Inga underarter finns listade i Catalogue of Life.